# Pino Gasparini

Pino Gasparini (links) mit Bandkollege Pepe Lienhard, 1977

Pino Gasparini (* 22. März 1946 in Ascoli Piceno) ist ein Schweizer Sänger und Entertainer.

## Leben und Wirken
In Italien aufgewachsen kam er in jungen Jahren in die Schweiz. In den 1960er Jahren war er Sänger und Gitarrist diverser Rock- und Beat-Bands, darunter The Sevens, mit denen er 1966 ein Album veröffentlichte. Ab 1969 startete sein Engagement bei Pepe Lienhard, erst als E-Bassist und Sänger des Sextetts, später als Sänger und Entertainer mit dem großen Orchester. Mit der Pepe Lienhard Band war er auch beim Eurovision Song Contest 1977 in London mit dabei. Ihr Titel Swiss Lady erreichte dort Platz 6 und war ein Nummer-1-Hit in den Schweizer Charts. Seit 1980 begleitete das Pepe-Lienhard-Orchester Udo Jürgens auf dessen Tourneen, wo Gasparini dann als Backgroundsänger agierte.
Zusammen mit Mariella Farré gewann er die Schweizer Vorentscheidung zum Eurovision Song Contest 1985 in Göteborg. Ihr Schlager Piano, piano erreichte dort den zwölften Platz.